# モーリス・フッカー
モーリス・ドウェイン・フッカー（Maurice Dewayne Hooker、1989年8月7日 - ）は、アメリカ合衆国のプロボクサー。テキサス州ダラス出身。元WBO世界スーパーライト級王者。

## 来歴
2015年6月26日、ダラスのキー・ベイリー・ハンチソン・コンベンション・センターでエドゥアルド・ガリンドとNABO北米スーパーライト級王座決定戦を行い、6回3分10秒TKO勝ちを収め王座を獲得した。
2015年10月17日、マディソン・スクエア・ガーデンでギヒスライン・マドゥマと対戦し、10回2-1（95-93、95-94、93-95）の判定勝ちを収めNABO王座の初防衛に成功した。
2015年12月22日、ジェイ・Z率いるロック・ネイション・スポーツと契約した。
2016年8月6日、オークランドのオラクル・アリーナでTY・バーネットと対戦し、初回2分17秒KO勝ちを収めNABO王座の2度目の防衛に成功した。
2016年11月19日、ラスベガスのT-モバイル・アリーナで元WBA世界ライト級王者のダーリー・ペレスと対戦し、10回1-1（93-97、95-95、97-93）の判定で三者三様の引き分けに終わったがNABO王座の3度目の防衛に成功した。
2017年2月24日、ティフアナで元IBF世界フェザー級王者クリストバル・クルスと対戦し、10回3-0（2者が99-91、100-90）の判定勝ちを収めクルスに事実上の引導を渡す結果になった。
2017年8月19日、ダラスのオムニ・ダラス・ホテルでコートニー・ジャクソンと対戦し、10回3-0（2者が100-90、99-91）の判定勝ちを収めNABO王座の4度目の防衛に成功した。
2018年6月9日、マンチェスターのマンチェスター・アリーナでテレンス・クロフォードの王座返上に伴うWBO世界スーパーライト級王座決定戦をテリー・フラナガンと行い、12回2-1（115-113、117-111、111-117）の判定勝ちを収め王座を獲得した。
2018年7月17日、ロック・ネイション・スポーツと共同プロモートの形でエディー・ハーンのマッチルーム・スポーツ・USAと契約した。
2018年11月16日、オクラホマ州オクラホマシティのペイコム・センターでWBO世界スーパーライト級1位のアレクシス・サウセドと対戦し、7回1分36秒TKO勝ちを収め初防衛に成功した。
2019年3月9日、ニューヨーク州ヴェローナのターニング・ストーン・リゾート・アンド・カジノでミカエル・レスピエールと対戦し、12回3-0（119-108、120-107、118-109）の判定勝ちを収め2度目の防衛に成功した。
2019年7月27日、アーリントンのテキサス大学アーリントン校内カレッジパーク・センターでWBC世界スーパーライト級王者ホセ・カルロス・ラミレスと対戦し、6回1分48秒TKO負けを喫し王座統一とWBC王座の獲得と3度目の防衛に失敗、王座から陥落した。
2020年10月16日、レジス・プログレイスとの試合が組まれないことを理由にロック・ネイション・スポーツとマッチルーム・スポーツ・USAから離脱しアル・ヘイモンと契約。
2021年3月20日、フォートワースのディッキーズ・アリーナでバージル・オルティス・ジュニアとWBOインターナショナルウェルター級王座決定戦を行い、7回36秒KO負けを喫し王座獲得に失敗した。フッカーの右手は試合後に骨折していたことが判明した。

## 獲得タイトル
- NABO北米スーパーライト級王座
- WBO世界スーパーライト級王座（防衛2）